# Luigia Polzelli
Luigia Polzelli nata Luigia Moreschi e talvolta indicata anche come Polcelli (Napoli, 1760 circa – Kaschau, 5 ottobre 1830) è stata un mezzosoprano italiano che cantò alla corte dei principi Esterházy, in Ungheria, alla fine del XVIII secolo.
Per molti anni fu l'amante del compositore Joseph Haydn.

## Biografia
Sposò il violinista Antonio Polzelli qualche tempo prima del 1779 e apparentemente la coppia viveva a Bologna.
Luigia arrivò alla corte Esterházy con suo marito Antonio nel 1779. Entrambi avevano un contratto di due anni. All'epoca Luigia aveva diciannove anni. Ben presto la Polzelli si rivelò non essere una cantante particolarmente capace. Inoltre, suo marito aveva difficoltà ad adempiere ai suoi doveri di violinista, poiché si trovava nelle fasi iniziali della tubercolosi. Il principe regnante, Nikolaus Esterházy, era un grande conoscitore dell'opera, e conosceva bene il canto di alta qualità e, riconoscendo la mediocrità di Luigia e l'inaffidabilità di Antonio, nel 1780 aveva deciso di licenziarli (mantenendo loro il compenso fino alla fine del contratto). Tuttavia, in quel momento emerse che la Polzelli era diventata l'amante di Haydn, allora 48enne, che aveva avuto un pessimo rapporto con sua moglie quasi dall'inizio del loro matrimonio. Il principe, che valutava immensamente i servizi di Haydn, apparentemente accettò di tenere i Polzelli a libro paga. 
Rosemary Hughes, valutando la relazione, osserva che "entrambi non vedevano l'ora di un eventuale matrimonio", sebbene secondo le regole della Chiesa cattolica, alla quale appartenevano entrambi, ciò era completamente impossibile fino alla morte dei rispettivi coniugi. 
Il rapporto tra Haydn e la Polzelli continuò per oltre dieci anni, fino al 1791 circa. 

## Influenza musicale su Haydn
La Polzelli ebbe una grande influenza sulle composizioni di Haydn, per un motivo un po' negativo. Nonostante il frequente tutoraggio del compositore, ebbe spesso problemi con le parti difficili delle opere rappresentate. Una parte importante del lavoro di Haydn, presso la corte Eszterházy, consisteva nel mettere in scena produzioni di opere di altri compositori. Laddove le arie assegnate a Luigia erano, per la sua vocalità, troppo difficili da cantare, Haydn scrisse altre composizioni più semplici, sostituendole alle originali. Secondo Jones c'erano almeno cinque di queste arie, forse fino a dieci e le descrisse come segue:
(Davod Wyn Jones)
Haydn scrisse lui stesso un numero considerevole di opere, ma solo due volte assegnò alla Polzelli un ruolo (Silvia in L'isola disabitata e Lisetta in La vera costanza).

## Bambini
Luigia aveva già un figlio di due anni, Pietro (1777-1796), quando arrivò presso Esterházy. Ebbe un secondo figlio, Antonio (1783-1855) al suo terzo anno di soggiorno. Sia lei che Antonio credevano che fosse il figlio naturale di Haydn, sebbene questi non lo avesse mai ammesso, almeno per iscritto. 
Haydn, che fino a quel momento era senza figli, amava sia Pietro che Antonio. Diede loro istruzione musicale e divenne il loro tutore alla morte del loro padre legale. Nel 1792, Haydn portò Pietro nella sua casa di Vienna, continuò a pensare alla sua istruzione e gli ottenne una posizione di insegnante di pianoforte in una casa aristocratica. Pietro morì di tubercolosi nel 1796. Antonio divenne violinista nell'orchestra di corte Esterházy nel 1803.

## Divorzio
Luigia e suo marito persero il lavoro nel settembre del 1790, quando morì il loro datore di lavoro, il principe Nikolaus Esterházy, e il suo successore Anton licenziò praticamente l'intera compagnia musicale che aveva prestato servizio alla corte di suo padre. Come Haydn, si trasferirono a Vienna, dove Antonio morì l'anno seguente, ma Luigia non accompagnò Haydn quando partì per l'Inghilterra nel dicembre 1790. 
A quel tempo, Haydn si considerava ancora impegnato in un futuro matrimonio con Luigia, se ciò fosse stato possibile dopo la morte di sua moglie. Dopo aver saputo, da Luigia, della morte di Antonio, le scrisse da Londra, esprimendo il suo desiderio di  "il tempo ... quando due paia di occhi si chiuderanno", e implorandola di scrivergli, dicendo "le tue lettere mi sono di conforto quanto sono triste.". Tuttavia, la relazione presto si raffreddò; nel 1792 "costanti notizie arrivarono a Haydn da Vienna secondo cui Luigia Polzelli aveva parlato male di lui e aveva persino venduto il piano che le aveva donato". Luigia presto lasciò Vienna, tornando in Italia e trovando lavoro in un piccolo teatro a Piacenza.
Haydn alla fine le scrisse tristemente chiedendole che se si fosse sposata di nuovo avrebbe dovuto fargli sapere "il nome dell'uomo che sarà così felice da possederti". Non molto tempo dopo, Haydn iniziò una nuova relazione romantica a Londra con la vedova inglese Rebecca Schroeter. 
In seguito Luigia lavorò in un piccolo teatro a Bologna. Haydn rimase in contatto con lei, inviandole di tanto in tanto dei soldi, e quando nel 1800 morì sua moglie, Maria Anna, la Polzelli lo persuase a scrivere la seguente promessa: 
Ci sono altre lettere che testimoniano l'invio di denaro.
Mentre Haydn mantenne la sua promessa e non si risposò mai, alla fine la Polzelli sposò un cantante di nome Luigi Franchi. I due in seguito si recarono a Cremona e poi in Ungheria, dove Luigia morì in povertà nel 1830.
La Polzelli è importante per i biografi di Haydn, poiché sono conservate alcune lettere di Haydn che contengono informazioni sul compositore. Sono scritte in italiano. 